# Elizabeth Swann
Elizabeth Swann in Turner è la protagonista femminile dei primi tre film della saga cinematografica dei Pirati dei Caraibi, interpretata dall'attrice inglese Keira Knightley (e, nel flashback iniziale del primo film in cui compare da bambina, da Lucinda Dryzek).
È una ragazza affascinante, intelligente, furba, scaltra, coraggiosa, decisa, testarda e dal carattere forte, che subisce lentamente una trasformazione, da raffinata ma indipendente aristocratica a incallita e battagliera piratessa.

## Biografia del personaggio

### La maledizione della prima luna
Nel primo film della saga, Elizabeth è il primo personaggio a comparire sulla scena. È la figlia del governatore Weatherby Swann: in un flashback, la vediamo in viaggio verso Port Royal, in Giamaica, a bordo di una nave, insieme al padre e al tenente James Norrington. Durante il viaggio in mare, è tratto a bordo un giovane naufrago, Will Turner, a cui Elizabeth ruba un medaglione, temendo che sia un pirata.
Nei successivi otto anni, Elizabeth e Will mantengono un rapporto di amicizia anche se Elizabeth nasconde i suoi veri sentimenti per lui (e viceversa). Il giorno della promozione di Norrington da capitano a commodoro, il militare si dichiara ad Elizabeth, non accorgendosi che lei, a causa del corsetto troppo stretto, è svenuta e precipitata in mare: a salvarla è il noto fuorilegge-eroe Jack Sparrow che, riconosciuto dalle guardie, fa finta di prendere in ostaggio Elizabeth facendo finta di volerle fare del male per poter scappare, ma, purtroppo, viene comunque arrestato. Quella sera, Port Royal viene assaltata dalla ciurma della Perla Nera, ed Elizabeth viene catturata da Pintel e Ragetti proprio per il medaglione che tanti anni prima aveva preso a Will. I due non la uccidono poiché lei si appella al "Parley" chiedendo di essere portata dal Capitano della nave: pertanto viene condotta davanti a Hector Barbossa col quale negozia la fine dell'attacco alla città in cambio del medaglione; tuttavia, poiché lei non aveva fatto menzione di essere liberata e ricondotta a terra, viene tenuta prigioniera dalla ciurma. Inoltre Elizabeth, per evitare che i pirati potessero far del male a suo padre, il governatore, dice a Barbossa di chiamarsi "Turner", nome dinanzi al quale il Capitano reagisce in modo alquanto strano. A bordo della nave, Barbossa spiega ad Elizabeth di avere un assoluto bisogno sia di lei che del suo medaglione: i pirati di Barbossa, infatti, dieci anni prima, hanno rubato 881 cimeli identici a quello della ragazza, appartenenti a un tesoro azteco concesso a Hernán Cortés, il famigerato conquistador spagnolo. Data, però, l'insaziabile avidità di Cortés (che causava sempre più stragi in America Latina), gli dei pagani maledirono quel tesoro condannando tutti coloro che rubino anche un solo pezzo a vagare per i mari come scheletri viventi. L'unico modo per spezzare la maledizione è riporre tutti i pezzi nel forziere in cui erano custoditi sull'Isla de muerta bagnandoli col sangue. I pirati si recano all'Isla de muerta e raggiungono il nascondiglio del forziere. Barbossa fa un taglio sulla mano della ragazza e col suo sangue bagna il medaglione, ma la maledizione non si annulla. Elizabeth è costretta a rivelare di non chiamarsi Turner. Dal momento che la maledizione non è cessata, Barbossa inizia un diverbio con la ciurma durante il quale Elizabeth viene salvata dal sopraggiunto Will (che nel frattempo si era alleato con Jack e si era imbarcato per salvare la ragazza) e recupera il medaglione. Barbossa se ne accorge ma, prima di lanciarsi all'inseguimento della ragazza, reincontra Jack che lo inganna fingendo di portarlo dal "vero" Turner, mentre in realtà Sparrow vuole farlo scendere sull'Isla De Muerta in modo che lui possa scappare con la Perla Nera e al tempo stesso lasciare Barbossa e la sua ciurma a morire sull'isola come loro fecero con lui tempo fa. Elizabeth viene a sapere la verità da Will, il cui padre, "Sputafuoco" Bill Turner, per vendicare l'ammutinamento comandato da Barbossa contro Jack, aveva sottratto un medaglione alla ciurma e lo aveva spedito a Will; Barbossa si era vendicato legando "Sputafuoco" ad un cannone e gettandolo in fondo al mare. Tuttavia per togliere la maledizione occorreva proprio il sangue di "Sputafuoco" e Barbossa si era messo subito sulle tracce del suo erede: per questo Barbossa ha rapito la ragazza quando lei ha detto di chiamarsi Turner. Nel frattempo la Perla Nera raggiunge l'HMS Interceptor (la nave dapprima requisita da Jack e Will e su cui la ciurma, reclutata dai due, ed Elizabeth stanno viaggiando) e dallo scontro che segue, Barbossa e i suoi catturano tutti eccetto Will, che però, offre la sua vita in cambio della libertà di Elizabeth; Barbossa, con una subdola mossa accetta di lasciare libera la ragazza, per poi abbandonarla su un'isola deserta insieme a Jack. Scoperto un intero deposito di rum, Elizabeth fa dapprima ubriacare Jack per poi dare fuoco a tutta la scorta in modo da creare un segnale per la Marina britannica che la sta cercando: i due vengono tratti in salvo da Norrington e, pur di salvare la vita a Will, Elizabeth acconsente alla sua proposta di matrimonio. Insieme a Jack, guida quindi il promesso sposo all'Isla de Muerta; poi, fuggita dalla nave su cui si trovava sotto stretta sorveglianza, libera la ciurma catturata da Barbossa nel precedente scontro e sbarca sull'isola aiutando Will a combattere i pirati lì presenti e dar modo a Jack di uccidere Barbossa. Jack viene purtroppo arrestato e, condotto a Port Royal, ingiustamente condannato a morte ma Will interviene tempestivamente per salvarlo. Poiché anche Elizabeth si schiera dalla parte di Jack, il fuorilegge ha modo di scappare e ritorna ad essere il capitano della Perla Nera mentre Norrington, capendo i sentimenti di Elizabeth per Will, si fa da parte; i due giovani possono quindi finalmente dichiararsi l'uno all'altra.

### La maledizione del forziere fantasma
Il secondo film si apre col mancato matrimonio tra Will ed Elizabeth, durante il quale giunge Lord Cutler Beckett, leader della Compagnia delle Indie orientali, che fa arrestare i due giovani per il loro aiuto al capitano Jack Sparrow. Will, inaspettatamente, riceve una proposta da Beckett: se troverà la bussola di Jack, lui ed Elizabeth saranno salvi; pertanto Will parte alla ricerca di Jack mentre la ragazza lo attende in prigione. Il padre di lei (il governatore), però, capisce che in realtà Beckett concederà il perdono solo a Jack e si accinge a far partire Elizabeth per l'Inghilterra conducendola al porto; tuttavia, viene catturato, ma lei riesce a scappare e si reca da Beckett facendosi consegnare le lettere di marca che sarebbero servite alla concessione del perdono. Ottenute queste, Elizabeth s'imbarca clandestinamente (travestendosi da mozzo) su una nave mercantile; l'equipaggio della nave trova l'abito da sposa di Elizabeth e comincia a temere la presenza di uno spirito che infesta la nave: Elizabeth sfrutta questo espediente a suo vantaggio per far approdare la nave a Tortuga, dove sa che Will si è recato per cercare Jack. Qui, però, trova Jack e l'ex-commodoro James Norrington, ormai caduto in disgrazia e divenuto ancora più arrogante, infido, perfido e opportunista; Jack le dice che Will è stato catturato da Davy Jones, il malvagio capitano dell'Olandese Volante e le rivela che l'unico modo per salvare Will da Jones è impossessarsi di un misterioso forziere nel quale anni addietro il temibile pirata ha nascosto il suo cuore: chi entra in possesso del cuore di Jones può obbligarlo a fare ciò che vuole (in questo caso, liberare Will dalla sua prigionia). Elizabeth accetta e Jack le consegna la sua bussola speciale, che punta verso ciò che si desidera. A bordo della Perla Nera, Elizabeth sembra cominciare a provare qualcosa per Jack (la bussola, infatti, comincia a puntare verso di lui e in una conversazione arrivano quasi a baciarsi). Comunque la ciurma giunge sull'Isla Cruces, dove il forziere di Jones è nascosto e Jack, Elizabeth e Norrington scendono a terra riuscendo a trovarlo. In quell'istante ricompare improvvisamente anche Will, che comincia un duello con Jack e Norrington poiché tutti e tre sono interessati al forziere per fini diversi. Elizabeth tenta di fermarli e si accorge solo in un secondo momento che Pintel e Ragetti (da tempo fuggiti di prigione dopo essere stati catturati nel primo film e ora membri della ciurma di Jack) stanno fuggendo col forziere; tenta di fermarli, ma i tre vengono attaccati dalla sopraggiunta ciurma dell'Olandese Volante, inviata da Jones a recuperare il forziere. I tre fuggono e si riuniscono a Jack, Will e Norrington; quest'ultimo prende il forziere e decide di fuggire per attirare su di sé la ciurma nemica, mentre gli altri cinque tornano a bordo della Perla Nera. Sfuggita all'Olandese Volante, la ciurma della Perla viene attaccata dal Kraken (un terribile mostro marino ai comandi di Jones) e solo pochissimi riescono a sopravvivere. Jack ordina di abbandonare la nave a bordo di una scialuppa, ma Elizabeth capisce che il Kraken li attaccherebbe lo stesso poiché è proprio il Capitano il suo obiettivo: pertanto, Elizabeth distrae Jack baciandolo (e viene notata da Will) per ammanettarlo crudelmente all'albero maestro della nave. Sale poi a bordo della scialuppa e viene divorata dai sensi di colpa vedendo Jack trascinato negli abissi dal mostro. La ciurma, oppressa dal dolore, si reca dalla maga Tia Dalma (a cui, in assenza di Elizabeth, aveva fatto visita già una volta) che chiede alla ciurma se siano disposti a viaggiare verso i confini del mondo per aver modo di salvare Jack e recuperare la Perla; alla risposta affermativa di tutti riappare tra lo stupore generale il capitano Hector Barbossa che la maga ha risuscitato proprio perché guidi la ciurma verso lo Scrigno di Davy Jones (la terra dei morti), dove Jack è stato portato dal Kraken.

### Ai confini del mondo
Mancando loro una nave, Elizabeth, Will, l'ex nemico Barbossa e i pochi sopravvissuti della ciurma si recano a Singapore presso il temibile pirata Sao Feng al fine di ottenere una nave e una ciurma per raggiungere lo Scrigno di Davy Jones e salvare Jack Sparrow; mentre Will viene incaricato di rubare le carte nautiche che conducono ai confini del mondo, Barbossa ed Elizabeth si recano personalmente da Sao Feng per convincerlo a partecipare al IV Consiglio della Fratellanza dei Pirati Nobili per reagire al terrore scatenato per i mari dalla Compagnia delle Indie orientali e dall'Olandese Volante, ma durante le trattative (già rovinate dal fatto che gli uomini di Sao Feng avevano catturato Will mentre tentava di rubare le carte, facendo capire al pirata l'inganno ai suoi danni), gli uomini della Compagnia irrompono nel covo e sono tutti costretti a fuggire. Durante il viaggio tra Elizabeth e Will si fa sempre più forte il distacco dovuto sia al senso di colpa di lei per aver sacrificato Jack per salvarsi sia all'intento di Will di salvare suo padre, "Sputafuoco" Bill Turner (prigioniero sull'Olandese e qui incontrato da Will nel film precedente) dalla stretta di Jones. Raggiunto lo Scrigno e recuperato Jack, Elizabeth (insieme alla ciurma) incontra suo padre, il governatore, evidentemente ucciso da Lord Cutler Beckett, che raggiunge il regno dei morti, sebbene Elizabeth tenti disperatamente di salvarlo. Questo riavvicina Will ed Elizabeth, ma, una volta tornati dallo Scrigno, i due si riallontanano nuovamente perché vengono raggiunti da Sao Feng, al quale Will ha venduto la ciurma per ottenere la Perla Nera. Sao Feng ha però a sua volta fatto un patto con Beckett al quale consegna Jack e la Perla; allora Barbossa, giocando d'astuzia (approfittando della mancata promessa dei britannici al pirata asiatico), convince nuovamente Sao Feng a passare dalla sua parte facendogli sapere che è sua intenzione liberare la dea del mare Calypso dalla sua forma umana. Sao Feng crede che la dea sia nascosta sotto le spoglie di Elizabeth e quindi accetta di passare dalla parte di Barbossa a condizione che la ragazza si rechi con lui presso il Consiglio della Fratellanza: Elizabeth accetta e quindi entrambe le ciurme si ribellano a Beckett e ai suoi e fuggono. Durante il viaggio, Sao Feng racconta ad Elizabeth di come il Consiglio imprigionò la dea Calypso, Elizabeth continua a fargli credere di essere lei la dea. La nave viene però attaccata improvvisamente dall'Olandese Volante e Sao Feng rimane ucciso; prima di morire, però, nomina Elizabeth nuovo capitano dicendole di recarsi al Consiglio al posto suo. La nave viene catturata ed Elizabeth incontra di nuovo James Norrington, ora ammiraglio (al servizio di Beckett sull'Olandese Volante), del quale Elizabeth rifiuta i favori poiché si è schierato con gli assassini di suo padre (sebbene Norrington non fosse a conoscenza dell'uccisione del governatore). Catturata insieme alla sua ciurma, viene rinchiusa in una cella dell'Olandese dove incontra "Sputafuoco", il padre di Will, che sta cominciando a perdere la memoria, ma che le dice che se Will è deciso a liberare lui, sarà costretto a rinunciare a lei: per liberarlo Will dovrebbe pugnalare il cuore pulsante di Jones, ma poi dovrebbe prenderne il posto come Capitano poiché "L'Olandese deve sempre avere un capitano!". Quella notte, Norrington libera Elizabeth e la sua ciurma consentendo loro di scappare ma (dopo aver baciato per la prima e ultima volta Elizabeth prima che scappasse) viene ucciso da "Sputafuoco", che li aveva seguiti. Elizabeth giunge pertanto al Consiglio della Fratellanza e propone ai "suoi" compagni Capitani di combattere contro la Compagnia e l'Olandese. Poiché non si giunge ad una conclusione si indice una votazione perché venga eletto un Pirata Re tra i nove Pirati Nobili. Dato che storicamente ogni pirata vota per sé stesso l'impresa appare senza speranza, ma Jack all'ultimo momento fa proprio il nome di Elizabeth che quindi diviene Sovrana dei Pirati. Elizabeth esorta tutti a fronteggiare il nemico ma - intimoriti dalla forza della flotta della compagnia che viene loro incontro - invocano un Parley.
Sbarcati, Elizabeth propone uno scambio di prigionieri: consegnare Jack a Beckett in cambio di Will. Beckett e Jones accettano, ma in realtà questo scambio - che parrebbe l'ennesimo tradimento nei confronti di Jack - fa parte di un piano ingegnoso: Will fornisce informazioni sui punti deboli della flotta nemica, mentre Jack saboterà la flotta nemica pugnalando il cuore di Davy Jones diventando capitano dell'Olandese volante.
Durante i combattimenti, Will le chiede finalmente di sposarlo e i due giovani vengono sposati in modo alquanto rocambolesco da Barbossa. Will ed Elizabeth affrontano poi Jones e la ragazza assiste impotente al mortale ferimento dell'amato. Jack, sopraggiunto, riesce a far pugnalare dal morente Will il cuore di Jones in modo che abbia salva la vita divenendo Capitano dell'Olandese. Scomparso Davy Jones, Elizabeth fa ritorno insieme a Jack sulla Perla Nera. Elizabeth e la ciurma della Perla Nera affrontano l'Endeavour, ora spalleggiati da Will (al comando dell'Olandese), riuscendo ad affondarla. La maledizione dell'Olandese Volante prevede che il capitano debba passare dieci anni in mare e un solo giorno a terra. Prima che il giorno termini, Will e Elizabeth sbarcano per godersi il loro giorno insieme. Nella scena finale, dopo i titoli di coda, si vede Elizabeth sulla costa che scruta l'orizzonte attendendo il ritorno di Will insieme al figlio nato dal loro amore. Poco dopo, Will avanza con l'Olandese per riabbracciare la sposa e conoscere finalmente il figlio.

### La vendetta di Salazar
Nel quinto film, Elizabeth compare solo alla fine, quando, dopo che Jack Sparrow con l'aiuto del suo giovane figlio Henry Turner ha spezzato la maledizione di Will, riabbraccia e bacia appassionatamente il marito dopo dieci anni senza averlo visto. Nella scena dopo i titoli di coda tuttavia si scopre che la distruzione del Tridente di Poseidone riporta Davy Jones in vita che ora vuole vendetta su di loro e lascia come messaggio di questa vendetta nella loro casa ovvero una pozza d'acqua con cirripedi e conchiglie sul pavimento e prima di esso attacca Will nel sonno.

## Caratterizzazione

### Personalità
Elizabeth è una signorina vivace, intelligente e dalla mentalità indipendente la cui bellezza ha attratto Will Turner, James Norrington, Sao Feng e il capitano Jack Sparrow. Solo l'affetto di Will Turner è stato ricambiato, anche se ha lottato con una sottile attrazione e bacio con Sparrow, e un'amicizia compassionevole con Norrington. Durante i tre film, si trasforma da ragazza in una vera donna e infine in un coraggioso pirata. Essendo cresciuta nella società aristocratica come figlia di un governatore, Elizabeth è una signorina raffinata ed elegante ma ha anche una personalità grintosa, volitiva ed estroversa, che parla liberamente. Elizabeth è sempre stata affascinata dalla pirateria, ma spesso è disgustata dalla natura aggressiva e selvaggia dei pirati. Anche dopo essere diventata una pirata, Elizabeth conserva i suoi modi raffinati, così come la sua lealtà e compassione per i propri cari (tra cui Will Turner, suo padre e, più tardi, Jack Sparrow e James Norrington). 
Elizabeth si adatta facilmente alla pirateria, avendo naturali capacità di leadership. Impara rapidamente la marineria e scopre di avere un talento innato per la strategia di battaglia. Impara l'arte della spada da Will ed è presto in grado di difendersi da più avversari, combattendo con due spade contemporaneamente. In seguito usa una spada cinese Jian e porta anche una moltitudine di altre armi sulla sua persona tra cui coltelli, armi da fuoco e quella che sembra essere una piccola granata.
Durante il suo tempo come Regina dei Pirati, Elizabeth dimostra di essere un leader carismatico e ispira gli altri signori dei pirati a combattere la flotta di Cutler Beckett. Il lato più oscuro di Elizabeth viene mostrato quando sacrifica Jack Sparrow al Kraken, in modo che lei e l'equipaggio possano fuggire. Tuttavia, si sente così in colpa per questo che in seguito aiuta i compagni a salvare Sparrow dallo scrigno di Davy Jones.

### Aspetto
Elizabeth è di statura media con una figura snella, occhi castani e capelli biondo scuro che in seguito si schiariscono fino a diventare una bionda/castana baciata dal sole. È anche molto bella, attirando l'attenzione della maggior parte dei principali personaggi maschili della serie.
Il suo abbigliamento cambia costantemente durante i film: 
- Nel primo, indossa uno stile noto come Robe a L'Anglaise, poi un vestito rosso su insistenza di Barbossa e una lunga camicia bianca quando viene lasciata con Jack. Dopo essere stata salvata dal Commodoro Norrington, Elizabeth riceve in prestito un'uniforme della Royal Navy, la prima volta che viene vista in abiti da uomo. All'esecuzione di Jack Sparrow, è ancora una volta vestita alla moda.
- Nel secondo, indossa all'inizio un elegante abito da sposa e un lungo velo di pizzo, poi si traveste per il resto del film da ragazzo di cabina, indossando anche un cappello a tricorno.
- Nel terzo, indossa un lungo cappotto corazzato durante il viaggio. Come prigioniera a bordo della nave di Sao Feng, Elizabeth è stata vestita con un lungo cheongsam rosso, un soprabito blu senza maniche a figura intera (entrambi probabilmente di seta). In seguito indossa l'abito da battaglia cinese.

## Altri media
Elizabeth è presente nel secondo e terzo capitolo dei videogiochi Kingdom Hearts nel mondo di Port Royal e dei Caraibi.